# NGC 213
NGC 213 este o galaxie spirală barată situată în constelația Peștii. A fost descoperită în 14 octombrie 1784 de către William Herschel.